# (4069) Blakee
(4069) Blakee – planetoida z grupy pasa głównego asteroid okrążająca Słońce w ciągu 3 lat i 74 dni w średniej odległości 2,17 j.a. Została odkryta 7 listopada 1978 roku w Obserwatorium Palomar przez Eleanor Helin i Schelte Busa. Nazwa planetoidy pochodzi od Lawrence’a E. Blakee, długoletniego asystenta w Obserwatorium Palomar i Obserwatorium na Mount Wilson. Przed nadaniem nazwy planetoida nosiła oznaczenie tymczasowe (4069) 1978 VL7.